# Tripterygion tripteronotum
Il peperoncino (Tripterygion tripteronotum Risso, 1810) è un pesce d'acqua salata della famiglia Tripterygiidae.

## Distribuzione e habitat
È diffuso nel Mar Mediterraneo e nel Mar Nero.
Per quanto riguarda l'habitat, vive su fondali duri ricoperti di alghe a poca profondità, comunque in punti poco illuminati.

## Descrizione
Questa specie presenta un dimorfismo sessuale molto marcato: la femmina ha una livrea di colore bruno chiaro, con bande verticali più chiare, il maschio assume durante il periodo riproduttivo un colore rosso molto acceso, con la testa di colore nero. Normalmente la colorazione maschile è bruno-verde a bande verticali più chiare. Le pinne presentano una puntinatura azzurra, cosiccome le guance del capo. Può raggiungere fino ad 8 centimetri di lunghezza.

## Biologia
Normalmente sedentario e schivo.

### Alimentazione
Si nutre principalmente di piccoli crostacei bentonici.

### Riproduzione
Per attirare la femmina il maschio si muove a zig zag, con le pinne distese, muovendo a scatto la testa.

Durante la cova delle uova tende ad attaccare qualsiasi intruso si avvicini troppo al nido, indipendentemente dalle dimensioni.

## Specie affini
Simile al peperoncino giallo (T. delaisi) e al peperoncino minore (T. melanurus).